# Evans (motorfiets)
Evans is een Amerikaans historisch merk van gemotoriseerde fietsen.
De bedrijfsnaam was: Cyclemotor Corporation, Rochester (New York).
Dit was een van de weinige Amerikaanse fabrikanten van gemotoriseerde fietsen. Ze werden waarschijnlijk ook onder de naam Cyclemotor verkocht. Evans had een eigen 91- of 119cc-tweetaktmotor (de bronnen zijn daarover verdeeld, evenals over het beginjaar 1919, soms wordt 1915 genoemd), die het merk ook in Europa geliefd maakte (zie Evans-Pondorf).
Na 1924, toen de productie in Rochester stopte, werd ze dan ook overgenomen door de Stock Werke in Berlijn, die tot het begin van de jaren dertig doorging.